# Église Saint-Nicolas de Neuzina
Pour les articles homonymes, voir Église Saint-Nicolas.
L'église Saint-Nicolas de Neuzina (en serbe cyrillique : Црква Светог Николе у Неузини ; en serbe latin : Crkva Svetog Nikole u Neuzini) est une église orthodoxe serbe située à Neuzina, dans la province autonome de Voïvodine, dans la municipalité de Sečanj et dans le district du Banat central en Serbie. Elle est inscrite sur la liste des monuments culturels protégés de la république de Serbie (identifiant no SK 1992),.

## Présentation

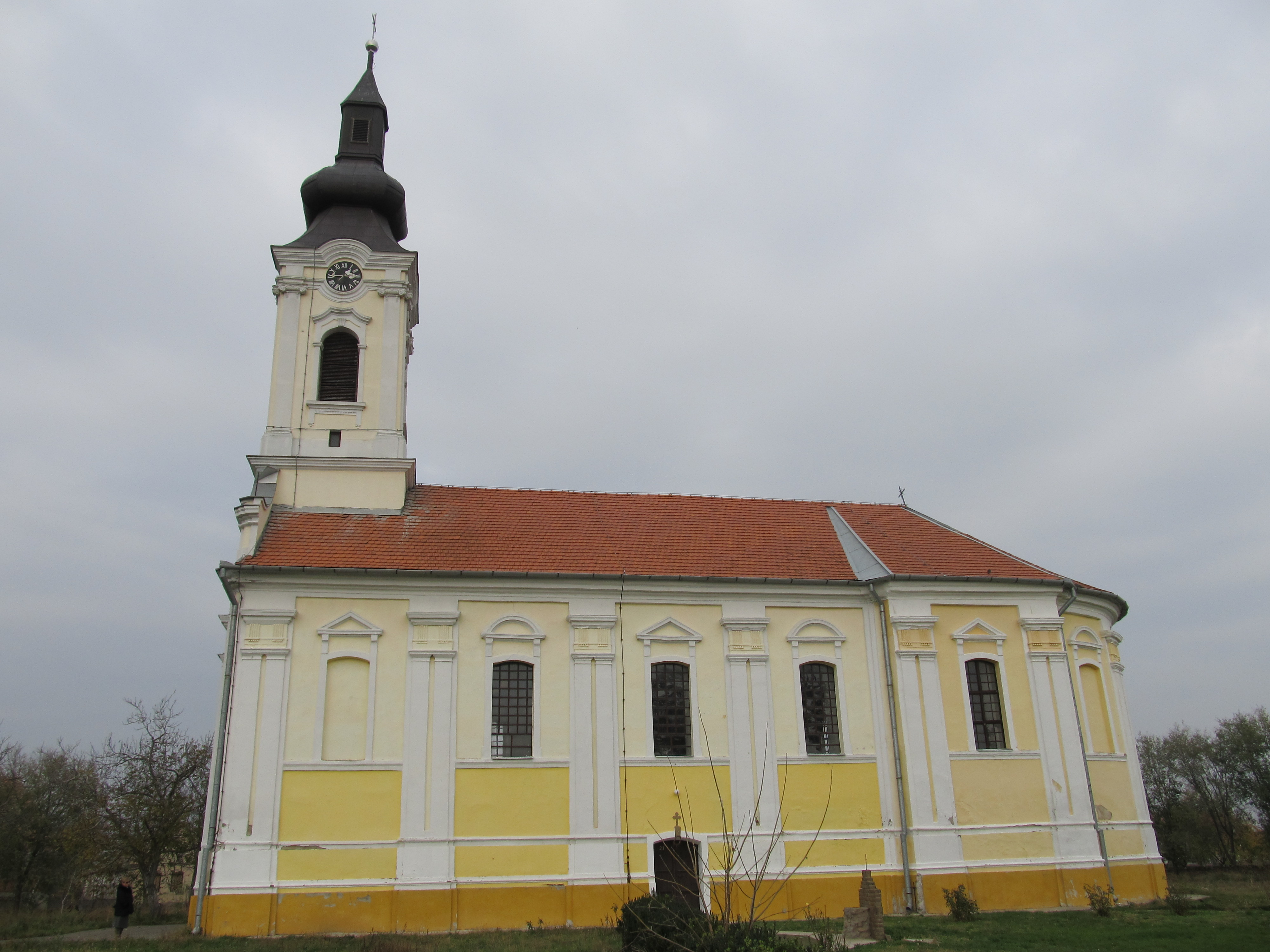
La façade sud de l'église.

L'église, dédiée à la Translation des Reliques de saint Nicolas, a été construite entre 1809 et 1811, à l'emplacement d'un édifice religieux plus ancien ; elle a été consacrée par l'évêque Stevan Avakumović en 1811,. Elle est constituée d'une nef unique prolongée par une abside demi-circulaire ; la façade occidentale est dominée par un clocher de style baroque ; cette façade est ornée d'un petit fronton triangulaire et porte la date de MDCCCXV (1815). Toutes les façades sont rythmées horizontalement par des corniches et, verticalement, par des pilastres à chapiteaux doriques encadrant deux à deux des ouvertures, des niches ou des arcades aveugles, elles-mêmes surmontées de petits frontons.
L'iconostase actuelle abrite des icônes de diverses périodes. La plus ancienne d'entre elles, représentant La Mère de Dieu avec le Christ, remonte à 1770 ; elle mêle à la tradition byzantine des éléments baroques. Un second groupe d'icônes a été peint à la fin du XVIIIe siècle et au début du XIXe siècle ; il est caractéristique de la manière de l'atelier des frères Popović de Veliki Bečkerek (aujourd'hui Zrenjanin). D'autres peintures datent du milieu du XIXe siècle.

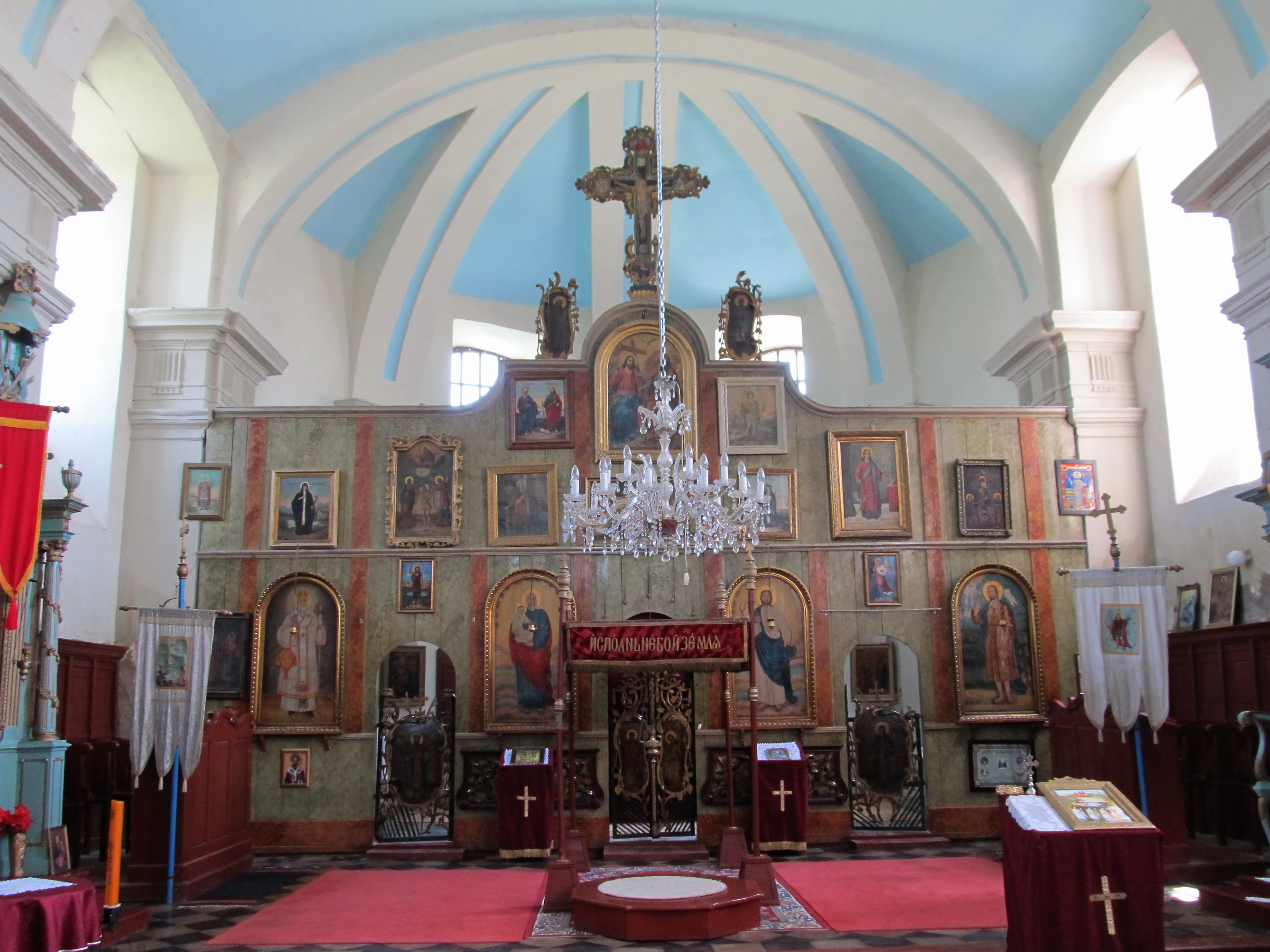
L'iconostase de l'église.

En plus de quelques icônes séparées, l'église abrite des livres religieux et des livres d'administration ecclésiastiques. Le plus célèbre d'entre eux est un « službenik » (un « greffe »), imprimé à Lviv en 1691. Dans la cour de l'église se trouvent trois pierres tombales, remontant à 1754, 1776 et 1784.